# ذبابيات صغيرة الرأس
الذبابيات صغيرة الرأس أو ذباب أحدب الظهر أو الذباب المثاني أو الذباب ذو الرأس الصغير أو سيرتيدي(الاسم العلمي: Acroceridae)، فصيلة حشرات غريبة المَظَهر من رتبة ذوات الجناحين. كثير من النحل أو دبابير يُقلدها. لأنها تتطفل على العنكبوت، لهذا تُعرف أيضًا باسم ذباب العنكبوت.